# Мортенсен, Уильям
Уильям Герберт Мортенсен (англ. William Herbert Mortensen; 1897—1965) — американский фотограф, наиболее известен фотографиями звёзд Голливуда, сделанными в 1920—40-х в пикториальном стиле.

## Биография
Мортенсен родился в семье выходцев из Дании 27 января 1897 года в штате Юта, США, под именем Альберта У. Мортенсена (англ. Albert W. Mortensen). Предположительно сменил имя в студенческие годы. Единственный источник информации о его имени — перепись населения штата Юта.
Родился Мортенсен в Парк Сити (англ. Park City), когда ему было 11 лет, он с семьёй переезжает в Солт-Лейк-Сити (англ. Salt Lake City). С детства будущий фотограф интересовался искусством, занимался живописью и графикой. После службы в армии (1916—1918) он занимается в Лиге студентов-художников в Нью-Йорке, всё свободное время он проводит в музее Метрополитен. После двух лет обучения Мортенсену сообщают, что у него нет таланта для занятия рисованием.
После поездки в Грецию в 1920 году Мортенсен возвращается в Солт-Лейк-Сити и в том же году начинает преподавать искусство в своей альма-матер, East Side High School. В 1921 году Мортенсен сопровождает сестру своего друга, позднее известную актрису Фэй Рэй, в Голливуд.
Кинг Видор помогает Мортенсену найти работу в Голливуде — он занимается оформлением декораций и гримированием актёров. Одновременно с этим он начинает работать в Western Costume Company, фотографируя кинозвёзд в костюмах их производства.
В 1924 году Мортенсен женится на библиотекаре Кортни Кроуфорд (англ. Courtney Crawford), переезжает к ней и там же в 1925 году открывает собственную студию, снимает в которой в течение последующих шести лет. В эти же годы Мортенсен участвует в выставках как в США, так и за границей. Его работы начинают публиковать в Photograms of the Year, American Annual of Photography, Vanity Fair, the Los Angeles Times и других изданиях.
В 1931 году Мортенсен неожиданно переезжает в Лагуна Бич, Калифорния, где проводит остаток жизни. Он сам называет причинами переезда Великую депрессию и перемены в Голливуде.
В Лагуна Бич Мортенсен снова открывает фотостудию, а также фотографическую школу при ней — Mortensen School Of Photography.
В 1933 году Мортенсен женится снова — на Мирдит Монаган (англ. Myrdith Monaghan), а также знакомится с Джорджем Данхэмом (англ. George Dunham), ставшим впоследствии его лучшей, наряду с Мирдит, моделью и соавтором — вместе они написали 9 книг об искусстве фотографии, а также несколько брошюр и огромное количество статей.
Уильям Мортенсен умер от лейкемии в 1965 году, его Школа Фотографии просуществовала ещё некоторое время, но вскоре закрылась.

## Книги
- Monsters and Madonnas, 1936
- The Command to Look: A formula for picture success, 1937
- The Model: A Book on the Problems of Posing, 1937 (Модель. Проблемы позирования. М., 2010)
- Projection Control, 1938
- Pictorial Lighting
- Print Finishing, 1938
- Outdoor Portraiture: Problems of Face and Figure in Natural Environment, 1940
- Flash in Modern Photography, 1941
- Mortensen on the Negative, 1949